# Marián Had
Marián Had (Kralován, 1982. szeptember 16. –) szlovák válogatott labdarúgó.

## Sikerei, díjai
FK Lokomotyiv Moszkva:
- Orosz labdarúgó-bajnokság bronzérmes: 2005–06

Sporting CP:
- Portugál labdarúgó-bajnokság ezüstérmes: 2007–08
- Portugál labdarúgókupa döntős: 2008

AC Sparta Praha:
- Cseh labdarúgó-bajnokság ezüstérmes: 2008–09

ŠK Slovan Bratislava:
- Szlovák labdarúgó-bajnokság: 2010–11

Győri ETO FC:
- Magyar labdarúgó-bajnokság: 2012–13